# Legendrena tamatave
Legendrena tamatave is een spinnensoort uit de familie Gallieniellidae. De soort komt voor in Madagaskar.